# Њупорт Њуз
Њупорт Њуз (енгл. Newport News) град је у америчкој савезној држави Вирџинија. По попису становништва из 2020. у њему је живело 186.247 становника.

## Демографија
Према попису становништва из 2010. у граду је живело 180.719 становника, што је 569 (0,3%) становника више него 2000. године.
|                   | 2010.            | 2000.            |
| Укупно            | 180 719 (100,0%) | 180 150 (100,0%) |
| Белци             | 83 153 (46,01%)  | 93 624 (51,97%)  |
| Афроамериканци    | 73 514 (40,68%)  | 70 388 (39,07%)  |
| Хиспаноамериканци | 13 590 (7,520%)  | 7 595 (4,216%)   |
| Остали            | 5 506 (3,047%)   | 4 348 (2,414%)   |
| Азијати           | 4 956 (2,742%)   | 4 195 (2,329%)   |

## Партнерски градови
- Грајфсвалд